# Enric Casals i Defilló
Pour les articles homonymes, voir Casals.
Enric Casals i Defilló, né le 26 juillet 1892 et mort le 31 juillet 1986, frère du violoncelliste Pau Casals, est un compositeur, violoniste et chef d'orchestre catalan.

## Biographie
Il a commencé ses études musicaux avec son père, Carles Casals i Ribes. Après, il a été disciple du professeur Rafael Gàlvez. Plus tard, il est parti à Bruxelles pour améliorer ses connaissances sur le violon et la composition avec Mathieu Crickboom et Joseph Jongen.
Il a créé le Quatuor à cordes Enric Casals en 1921, avec lequel il a fait des concerts en France, en Belgique, en Angleterre, en Suisse et en Espagne. Il a aussi joué le violon avec l'Orchestre symphonique de Barcelone (1910-1912), la Kurot Symphonische Orchester de Saint Petersburg (1912 - 1914), l'Orchestre Pau Casals (1920 - 1936) et l'Orchestre du Grand théâtre du Liceu (1924 - 1935).
Il a été le fondateur et directeur de l'Institute Musical Casals et le responsable des célèbres Festivals de Prades (surtout entre 1955 et 1983).

## Œuvres
- Violon concerto
- Concerto pour violoncelle et orchestre
- Suite en D minor: Tribute to Pau Casals (1973), pour cello

### Sardanes
- A en Juli Garreta (1924), avec la mélodie de Els Segadors
- Angoixa (s/d), avec la mélodie de Els Segadors
- Barcelona (1976)
- Catalunya avant (1910), avec mélodies populaires (Rossinyol que vas a França)
- Cants de tardor
- Dramàtica, composée pour orchestre
- Era una vegada (1935)
- Festa (1920)
- La font del Penedès (1954)
- Heroica (1919), dédiée à son frère Pau
- Íntima (1920)
- Lleida a la Verge de Granyena (1976), pour chœur et cobla
- Lluny...! (1918), composée à Montevideo
- La mainada de Sant Salvador (1928), avec des mélodies d'après Senyor Ramon et El General Bum-Bum
- Montserrat en primavera (1968), sardana avec des mélodies de Montserrat
- Mònica
- La nena galana (1908)
- La platja de Sant Salvador, un titre différent pour la sardana La mainada de Sant Salvador
- Recordant Conrad Saló, un titre différent pour la sardana Íntima
- Sardana de carrer (1927)
- La sardana dels Tres Reis (1983), pour chœur et cobla
- Setembre (1924)
- Tarragona (1927)
- Tres amors (1949)
- Trista (1925)
- El Vendrell (1948)

### Instrumentations de compositions
- Juny, of Juli Garreta, instrumenté pour orchestre symphonique

Instrumentations de compositions de Pau Casals :
- El cant dels ocells, Chanson populaire catalan harmonisé par Pau Casals
- Himne de les Nacions Unides
- El Pessebre, oratorio
- Sant Martí del Canigó, sardana